# Hráčské statistiky Pam Shriverové
Toto jsou hráčské statistiky Pam Shriverové, bývalé americké profesionální tenistky, která na okruhu WTA vyhrála 21 turnajů ve dvouhře a 112 ve čtyřhře, z toho 21 grandslamů v ženské a 1 ve smíšené čtyřhře. Připsala si také deset titulů z Turnaje mistryň ve čtyřhře. Na Ženském okruhu ITF získala 12 výher ve čtyřhře.
Nejčastěji hrála s Martinou Navrátilovou, se kterou byly osmkrát za sebou vyhlášeny Ženskou tenisovou asociací nejlepší deblovou dvojicí světa.

## Finále na Grand Slamu

### Ženská dvouhra: 1 (0–1)

#### Finalistka
| Stav       | rok  | turnaj  | povrch | soupeřka ve finále | výsledek |
| ---------- | ---- | ------- | ------ | ------------------ | -------- |
| Finalistka | 1978 | US Open | tvrdý  | Chris Evertová     | 5–7, 4–6 |

### Ženská čtyřhra: 26 (21–5)

#### Vítězka
| Rok  | Turnaj              | Povrch | Spoluhráčka         | Finalistky                              | Výsledek         |
| ---- | ------------------- | ------ | ------------------- | --------------------------------------- | ---------------- |
| 1981 | Wimbledon (3)       | tráva  | Martina Navrátilová | Kathy Jordanová Anne Smithová           | 6–3, 7–6(6)      |
| 1982 | Wimbledon (4)       | tráva  | Martina Navrátilová | Kathy Jordan Anne Smith                 | 6–4, 6–1         |
| 1982 | Australian Open (2) | tráva  | Martina Navrátilová | Claudia Kohdeová-Kilschová Eva Pfaffová | 6–4, 6–2         |
| 1983 | Wimbledon (5)       | tráva  | Martina Navrátilová | Rosemary Casals Wendy Turnbull          | 6–2, 6–2         |
| 1983 | US Open (4)         | tvrdý  | Martina Navrátilová | Rosalyn Fairbanková Candy Reynoldsová   | 6–7(4), 6–1, 6–3 |
| 1983 | Australian Open (3) | tráva  | Martina Navrátilová | Anne Hobbsová Wendy Turnbull            | 6–4, 6–7, 6–2    |
| 1984 | French Open (3)     | antuka | Martina Navrátilová | Claudia Kohde-Kilsch Hana Mandlíková    | 5–7, 6–3, 6–2    |
| 1984 | Wimbledon (6)       | tráva  | Martina Navrátilová | Kathy Jordan Anne Smith                 | 6–3, 6–4         |
| 1984 | US Open (5)         | tvrdý  | Martina Navrátilová | Anne Hobbs Wendy Turnbull               | 6–2, 6–4         |
| 1984 | Australian Open (4) | tráva  | Martina Navrátilová | Claudia Kohde-Kilsch Helena Suková      | 6–3, 6–4         |
| 1985 | French Open (4)     | antuka | Martina Navrátilová | Claudia Kohde-Kilsch Helena Suková      | 4–6, 6–2, 6–2    |
| 1985 | Australian Open (5) | tráva  | Martina Navrátilová | Claudia Kohde-Kilsch Helena Suková      | 6–3, 6–4         |
| 1986 | Wimbledon (7)       | tráva  | Martina Navrátilová | Hana Mandlíková Wendy Turnbull          | 6–1, 6–3         |
| 1986 | US Open (6)         | tvrdý  | Martina Navrátilová | Hana Mandlíková Wendy Turnbull          | 6–4, 3–6, 6–3    |
| 1987 | Australian Open (6) | tráva  | Martina Navrátilová | Zina Garrisonová Lori McNeilová         | 6–1, 6–0         |
| 1987 | French Open (6)     | antuka | Martina Navrátilová | Steffi Graf Gabriela Sabatini           | 6–2, 6–1         |
| 1987 | US Open (7)         | tvrdý  | Martina Navrátilová | Kathy Jordan Elizabeth Sayers Smylie    | 5–7, 6–4, 6–2    |
| 1988 | Australian Open (7) | tvrdý  | Martina Navrátilová | Chris Evert Wendy Turnbull              | 6–0, 7–5         |
| 1988 | French Open (7)     | antuka | Martina Navrátilová | Claudia Kohde-Kilsch Helena Suková      | 6–2, 7–5         |
| 1989 | Australian Open (8) | tvrdý  | Martina Navrátilová | Patty Fendicková Jill Hetheringtonová   | 3–6, 6–3, 6–2    |
| 1991 | US Open (5)         | tvrdý  | Nataša Zverevová    | Jana Novotná Larisa Savčenková          | 6–4, 4–6, 7–6(5) |

#### Finalistka
| Rok  | Turnaj          | Povrch | Spoluhráčka           | Vítězky                                  | Výsledek      |
| ---- | --------------- | ------ | --------------------- | ---------------------------------------- | ------------- |
| 1981 | Australian Open | tráva  | Martina Navrátilová   | Kathy Jordanová Anne Smithová            | 6–2, 7–5      |
| 1985 | Wimbledon       | tráva  | Martina Navrátilová   | Kathy Jordan Elizabeth Sayers Smylie     | 5–7, 6–3, 6–4 |
| 1985 | US Open         | tvrdý  | Martina Navrátilová   | Claudia Kohdeová-Kilschová Helena Suková | 6–7, 6–2, 6–3 |
| 1989 | US Open (2)     | tvrdý  | Mary Joe Fernandezová | Hana Mandlíková Martina Navrátilová      | 5–7, 6–4, 6–4 |
| 1993 | Australian Open | tvrdý  | Elizabeth Smylie      | Gigi Fernándezová Nataša Zverevová       | 6–4, 6–3      |

### Smíšená čtyřhra: 1 (1–0)

#### Vítězka
| Rok  | Turnaj      | Povrch | Spoluhráč      | Finalisté                       | Výsledek    |
| ---- | ----------- | ------ | -------------- | ------------------------------- | ----------- |
| 1987 | French Open | antuka | Emilio Sánchez | Lori McNeilová Sherwood Stewart | 6–3, 7–6(4) |

## Turnaj mistryň

### Ženská čtyřhra: 10 (10–0)
| Stav    | Rok          | Místo konání | Spoluhráčka         | Finalistky                              | Výsledek            |
| ------- | ------------ | ------------ | ------------------- | --------------------------------------- | ------------------- |
| Vítězka | 1981         | New York     | Martina Navrátilová | Barbara Potterová Sharon Walshová       | 6-0, 7-6(6)         |
| Vítězka | 1982         | New York     | Martina Navrátilová | Kathy Jordanová Anne Smithová           | 6-4, 6-3            |
| Vítězka | 1983         | New York     | Martina Navrátilová | Claudia Kohdeová-Kilschová Eva Pfaffová | 7-5, 6-2            |
| Vítězka | 1984         | New York     | Martina Navrátilová | Jo Durieová Ann Kijomuraová             | 6-3, 6-1            |
| Vítězka | 1985         | New York     | Martina Navrátilová | Claudia Kohde-Kilsch Helena Suková      | 6-7(4), 6-4, 7-6(5) |
| Vítězka | 1986 (list.) | New York     | Martina Navrátilová | Claudia Kohde-Kilsch Helena Suková      | 1-6, 6-1, 6-1       |
| Vítězka | 1987         | New York     | Martina Navrátilová | Claudia Kohde-Kilsch Helena Suková      | 6-1, 6-1            |
| Vítězka | 1988         | New York     | Martina Navrátilová | Larisa Savčenková Nataša Zverevová      | 6-3, 6-4            |
| Vítězka | 1989         | New York     | Martina Navrátilová | Larisa Savčenková Nataša Zverevová      | 6-3, 6-2            |
| Vítězka | 1991         | New York     | Martina Navrátilová | Gigi Fernandezová Jana Novotná          | 4-6, 7-5, 6-4       |

## Tituly na okruhu WTA (133)

### Ženská dvouhra (21)
| Legenda             |
| ------------------- |
| Tier III (1)        |
| Tier IV & V (3)     |
| Virginia Slims (17) |

| Č.  | Datum              | Turnaj                        | Místo                 | Povrch      | Soupeřka ve finále               | Výsledek       |
| --- | ------------------ | ----------------------------- | --------------------- | ----------- | -------------------------------- | -------------- |
| 1.  | 23. ledna 1978     | Futures of Columbus           | Columbus, USA         | koberec (h) | Kate Latham                      | 6–1, 6–3       |
| 2.  | 23. března 1980    | Honda Civic Classic           | Carlsbad, USA         | tvrdý (h)   | Kate Latham                      | 6–1, 6–2       |
| 3.  | 22. listopadu 1981 | National Panasonic Open       | Perth, Austrálie      | tráva       | Andrea Jaegerová                 | 6–1, 7–6(4)    |
| 4.  | 25. dubna 1983     | Virginia Slims of Atlanta     | Atlanta, USA          | tvrdý       | Kathy Jordanová                  | 6–2, 6–0       |
| 5.  | 14. listopadu 1983 | National Panasonic (1)        | Brisbane, Austrálie   | tráva       | Wendy Turnbullová                | 6–4, 7–5       |
| 6.  | 12. února 1984     | Virginia Slims of Chicago     | Chicago, USA          | koberec (h) | Barbara Potterová                | 6–3, 6–4       |
| 7.  | 17. června 1984    | Edgbaston Cup (1)             | Birmingham, Anglie    | tráva       | Anne Whiteová                    | 7–6(2), 6–3    |
| 8.  | 13. května 1985    | Australian Indoors            | Sydney, Austrálie     | tvrdý (h)   | Dianne Fromholtzová Balestratová | 6–3, 6–3       |
| 9.  | 20. května 1985    | Melbourne Indoors             | Melbourne, Austrálie  | koberec (h) | Kathy Jordanová                  | 6–4, 6–1       |
| 10. | 16. června 1985    | Edgbaston Cup (2)             | Birmingham, Anglie    | tráva       | Betsy Nagelsenová McCormacková   | 6–1, 6–0       |
| 11. | 20. října 1985     | Porsche Classic               | Filderstadt, Německo  | koberec (h) | Catarina Lindqvistová            | 6–1, 7–5       |
| 12. | 15. června 1986    | Edgbaston Cup (3)             | Birmingham, Anglie    | tráva       | Manuela Malejevová               | 6–2, 7–6(0)    |
| 13. | 20. července 1986  | Virginia Slims of Newport (1) | Newport, RI, USA      | tráva       | Lori McNeilová                   | 6–4, 6–2       |
| 14. | 14. června 1987    | Dow Chemical Classic (4)      | Birmingham, Anglie    | tráva       | Larisa Savčenková Neilandová     | 4–6, 6–2, 6–2  |
| 15. | 19. července 1987  | Virginia Slims of Newport (2) | Newport, Rhode Island | tráva       | Wendy Whiteová                   | 6–2, 6–4       |
| 16. | 23. srpna 1987     | Canadian Open                 | Toronto, Canada       | tvrdý       | Zina Garrisonová                 | 6–4, 6–1       |
| 17. | 7. listopadu 1987  | Virginia Slims of New England | Worcester, USA        | koberec (h) | Chris Evertová                   | 6–4, 4–6, 6–0  |
| 18. | 3. ledna 1988      | Ariadne Classic (2)           | Brisbane, Austrálie   | tráva       | Jana Novotná                     | 7–6(6), 7–6(4) |
| 19. | 10. ledna 1988     | New South Wales Open          | Sydney, Austrálie     | tráva       | Helena Suková                    | 6–2, 6–3       |
| 20. | 1. května 1988     | Pan Pacific Open              | Tokio, Japonsko       | koberec (h) | Helena Suková                    | 7–5, 6–1       |
| 21. | 23. října 1988     | European Indoors              | Curych, Švýcarsko     | koberec (h) | Manuela Malejevová               | 6–3, 6–4       |

### Ženská čtyřhra (112)
| Legenda                          |
| -------------------------------- |
| Tier I (1)                       |
| Tier II (9)                      |
| Tier III (3)                     |
| Tier IV a V (4)                  |
| Virginia Slims, Avon, další (62) |
| Grand Slam (21)                  |
| WTA Tour Championships (10)      |
| Olympijské zlato (1)             |

| Č.   | Datum              | Turnaj                                             | Místo                        | Povrch      | Spoluhráčka                    | Finalistky                                        | Výsledek            |
| ---- | ------------------ | -------------------------------------------------- | ---------------------------- | ----------- | ------------------------------ | ------------------------------------------------- | ------------------- |
| 1.   | 12. června 1978    | Chichester International (1)                       | Chichester, Anglie           | tráva       | Janet Newberry Wright          | Yvonne Vermaaková Michelle Tylerová-Wilsonová     | 3–6, 6–3, 6–4       |
| 2.   | 7. ledna 1980      | Avon Championships of Cincinnati                   | Cincinnati, USA              | koberec     | Laura duPontová                | Mima Jaušovecová Ann Kijomuraová                  | 6–3, 6–3            |
| 3.   | 22. března 1980    | Honda Civic Classic                                | Carlsbad, USA                | koberec (h) | Laura duPontová                | Rosemary Casalsová Joanne Russellová              | 6–7, 6–4, 6–1       |
| 4.   | 9. června 1980     | Crossley Carpets Trophy (2)                        | Chichester, Anglie           | tráva       | Betty Stoveová                 | Rosemary Casalsová Wendy Turnbullová              | 6–4, 7–5            |
| 5.   | 21. července 1980  | Canadian Open (1)                                  | Montreal, Kanada             | tvrdý       | Anne Smithová                  | Ann Kijomuraová Greer Stevensová                  | 6–3, 7–6(3)         |
| 6.   | 8. prosince 1980   | Thunderbird Classic                                | Phoenix, USA                 | tvrdý       | Paula Smithová                 | Candy Reynoldsová Ann Kijomuraová                 | 6–0, 6–4            |
| 7.   | 1. prosince 1980   | Building Society New South Wales Open (1)          | Sydney, Austrálie            | tráva       | Betty Stoveová                 | Rosemary Casalsová Wendy Turnbullová              | 6–1, 4–6, 6–4       |
| 8.   | 8. prosince 1980   | National Panasonic Open                            | Adelaide, Austrálie          | tráva       | Betty Stoveová                 | Sue Barkerová Sharon Walshová                     | 6–4, 6–3            |
| 9.   | 1. února 1981      | Avon Championships of Chicago (1)                  | Chicago, USA                 | koberec     | Martina Navrátilová            | Barbara Potterová Sharon Walshová                 | 6–3, 6–4            |
| 10.  | 2. března 1981     | Avon Championships of Dallas (1)                   | Dallas, Texas, USA           | koberec     | Martina Navrátilová            | Kathy Jordanová Anne Smithová                     | 7–5, 6–4            |
| 11.  | 16. března 1981    | Avon Championships (1)                             | New York, USA                | koberec     | Martina Navrátilová            | Barbara Potterová Sharon Walshová                 | 6–0, 7–6            |
| 12.  | 20. dubna 1981     | United Airlines Tournament (1)                     | Orlando, USA                 | antuka      | Martina Navrátilová            | Rosemary Casalsová Wendy Turnbullová              | 6–1, 7–6            |
| 13.  | 8. června 1981     | BMW Championships (1)                              | Eastbourne, Anglie           | tráva       | Martina Navrátilová            | Kathy Jordanová Anne Smithová                     | 6–7, 6–2, 6–1       |
| 14.  | 4. července 1981   | Wimbledon (1)                                      | Londýn, Anglie               | tráva       | Martina Navrátilová            | Kathy Jordanová Anne Smithová                     | 6–3, 7–6            |
| 15.  | 10. srpna 1981     | Player's Canadian Open (2)                         | Toronto, Kanada              | tvrdý       | Martina Navrátilová            | Candy Reynoldsová Anne Smithová                   | 7–6, 7–6            |
| 16.  | 21. září 1981      | Playtex U.S. Women's Indoor Championships (1)      | Minneapolis, USA             | koberec     | Martina Navrátilová            | Rosemary Casalsová Wendy Turnbullová              | 6–3, 7–5            |
| 17.  | 16. listopadu 1981 | Building Society New South Wales Open (2)          | Sydney, Austrálie            | tráva       | Martina Navrátilová            | Kathy Jordanová Anne Smithová                     | 6–7, 6–2, 6–4       |
| 18.  | 21. prosince 1981  | Colgate Series Championships (1)                   | East Rutherford, USA         | koberec     | Martina Navrátilová            | Rosemary Casalsová Wendy Turnbullová              | 6–3, 6–4            |
| 19.  | 31. ledna 1982     | Avon Championships of Chicago (2)                  | Chicago, USA                 | koberec     | Martina Navrátilová            | Rosemary Casalsová Wendy Turnbullová              | 7–5, 6–4            |
| 20.  | 21. února 1982     | [[Avon Championships of Houston]] (1)              | Houston, Texas, USA          | koberec     | Martina Navrátilová            | Sue Barkerová Sharon Walshová                     | 7–6, 6–2            |
| 21.  | 14. března 1982    | [[Avon Championships of Dallas]] (2)               | Dallas, USA                  | koberec     | Martina Navrátilová            | Billie Jean Kingová Ilana Klossová                | 6–4, 6–4            |
| 22.  | 28. března 1982    | Avon Championships (2)                             | New York, USA                | koberec     | Martina Navrátilová            | Kathy Jordanová Anne Smithová                     | 6–4, 6–3            |
| 23.  | 11. dubna 1982     | Family Circle Cup (1)                              | Hilton Head, USA             | antuka      | Martina Navrátilová            | Joanne Russellová Virginia Ruziciová              | 6–1, 6–2            |
| 24.  | 18. dubna 1982     | [[Bridgestone Doubles Championship]] (1)           | North Worth, USA             | antuka      | Martina Navrátilová            | Kathy Jordanová Anne Smithová                     | 7–5, 6–3            |
| 25.  | 20. června 1982    | BMW Championships (1)                              | Eastbourne, Anglie           | tráva       | Martina Navrátilová            | Kathy Jordanová Anne Smithová                     | 6–3, 6–4            |
| 26.  | 4. července 1982   | Wimbledon (2)                                      | Londýn, ANglie               | tráva       | Martina Navrátilová            | Kathy Jordanová Anne Smithová                     | 7–5, 6–1            |
| 27.  | 18. října 1982     | Porsche Tennis Grand Prix (1)                      | Filderstadt, Západní Německo | kobeerc     | Martina Navrátilová            | Candy Reynoldsová Anne Smithová                   | 6–2, 6–3            |
| 28.  | 25. října 1982     | Daihatsu Challenge (1)                             | Brighton, Anglie             | koberec     | Martina Navrátilová            | Barbara Potterová Sharon Walshová                 | 2–6, 7–5, 6–4       |
| 29.  | 28. listopadu 1982 | New South Wales Building Society Open (3)          | Sydney, Austrálie            | tráva       | Martina Navrátilová            | Claudia Kohdeová-Kilschová Eva Pfaffová           | 6–2, 2–6, 7–6       |
| 30.  | 28. listopadu 1982 | Australian Open (1)                                | Melbourne, Austrálie         | tráva       | Martina Navrátilová            | Claudia Kohdeová-Kilschová Eva Pfaffová           | 6–4, 6–2            |
| 31.  | 19. prosince 1982  | Toyota Championships (2)                           | East Rutherford, USA         | koberec     | Martina Navrátilová            | Candy Reynoldsová Paula Smithová                  | 6–4, 7–5            |
| 32.  | 10. ledna 1983     | Virginia Slims of Washington (1)                   | Washington, D.C., USA        | koberec     | Martina Navrátilová            | Kathy Jordanová Anne Smithová                     | 4–6, 7–5, 6–3       |
| 33.  | 16. ledna 1983     | Virginia Slims of Houston (2)                      | Houston, USA                 | koberec     | Martina Navrátilová            | Barbara Potterová Jo Durieová                     | 6–4, 6–3            |
| 34.  | 20. února 1983     | Virginia Slims of Chicago (3)                      | Chicago, USA                 | koberec     | Martina Navrátilová            | Kathy Jordanová Anne Smithová                     | 6–1, 6–2            |
| 35.  | 14. března 1983    | Virginia Slims of Dallas (3)                       | Dallas, USA                  | koberec     | Martina Navrátilová            | Rosemary Casalsová Wendy Turnbullová              | 6–3, 6–2            |
| 36.  | 27. března 1983    | Virginia Slims Championships (3)                   | New York, USA                | koberec     | Martina Navrátilová            | Claudia Kohdeová-Kilschová Eva Pfaffová           | 7–5, 6–2            |
| 37.  | 18. června 1983    | BMW Championships (2)                              | Eastbourne, Anglie           | tráva       | Martina Navrátilová            | Jo Durieová Anne Hobbsová                         | 6–1, 6–0            |
| 38.  | 3. července 1983   | Wimbledon (3)                                      | Londýn, Anglie               | tráva       | Martina Navrátilová            | Rosemary Casalsová Wendy Turnbullová              | 6–2, 6–2            |
| 39.  | 17. července 1983  | Virginia Slims Hall of Fame Classic                | Newport, RI, USA             | tráva       | Barbara Potterová              | Barbara Jordanová Elizabeth Sayers Smylie         | 6–3, 6–1            |
| 40.  | 15. srpna 1983     | Virginia Slims of Los Angeles (1)                  | Los Angeles, USA             | tvrdý       | Martina Navrátilová            | Betsy Nagelsenová McCormacková Virginia Ruziciová | 6–1, 6–0            |
| 41.  | 12. září 1983      | US Open (1)                                        | New York, USA                | tvrdý       | Martina Navrátilová            | Candy Reynoldsová Rosalyn Fairbank Nideffer       | 6–7, 6–1, 6–3       |
| 42.  | 17. října 1983     | Eckerd Open                                        | Tampaa, USA                  | tvrdý       | Martina Navrátilová            | Bonnie Gaduseková Wendy White Prausa              | 6–0, 6–1            |
| 43.  | 24. října 1983     | Daihatsu Challenge (2)                             | Brighton, Anglie             | koberec     | Chris Evertová                 | Jo Durieová Ann Kijomuraová                       | 7–5, 6–3            |
| 44.  | 12. prosince 1983  | Australian Open (2)                                | Melbourne                    | tráva       | Martina Navrátilová            | Anne Hobbsová Wendy Turnbullová                   | 6–4, 6–7, 6–2       |
| 45.  | 15. ledna 1984     | Virginia Slims of California                       | Oakland, USA                 | koberec     | Martina Navrátilová            | Rosemary Casalsová Alycia Moultonová              | 6–2, 6–3            |
| 46.  | 26. února 1984     | Computerland U.S. Women's Indoor Championships (2) | East Hanover, USA            | koberec     | Martina Navrátilová            | Jo Durieová Ann Kijomuraová                       | 6–4, 6–3            |
| 47.  | 4. března 1984     | Virginia Slims Championships (4)                   | New York, USA                | koberec     | Martina Navrátilová            | Jo Durieová Ann Kijomuraová                       | 6–3, 6–1            |
| 48.  | 5. března 1984     | Bridgestone Doubles Championship (2)               | Tokio, Japonsko              | koberec     | Ann Kijomuraová                | Barbara Jordanová Elizabeth Sayers Smylie         | 6–3, 6–7(7), 6–3    |
| 49.  | 6. června 1984     | French Open (1)                                    | Paříž, Francie               | antuka      | Martina Navrátilová            | Claudia Kohdeová-Kilschová Hana Mandlíková        | 5–7, 6–3, 6–2       |
| 50.  | 25. června 1984    | Eastbourne (3)                                     | Eastbourne, Anglie           | tráva       | Martina Navrátilová            | Jo Durieová Ann Kijomuraová                       | 6–4, 6–2            |
| 51.  | 8. července 1984   | Wimbledon (4)                                      | Londýn, Anglie               | tráva       | Martina Navrátilová            | Kathy Jordanová Anne Smithová                     | 6–3, 6–4            |
| 52.  | 19. srpna 1984     | United Jersey Bank Open (1)                        | Mahwah, USA                  | tvrdý       | Martina Navrátilová            | Jo Durieová Ann Kijomuraová                       | 7–6(3), 3–6, 6–2    |
| 53.  | 9. září 1984       | US Open (2)                                        | New York, USA                | tvrdý       | Martina Navrátilová            | Anne Hobbsová Wendy Turnbullová                   | 6–2, 6–4            |
| 54.  | 30. září 1984      | VS of New Orleans                                  | New Orleans, USA             | koberec     | Martina Navrátilová            | Sharon Walshová Wendy Turnbullová                 | 6–4, 6–1            |
| 55.  | 18. listopadu 1984 | National Panasonic Open (1)                        | Brisbane, Austrálie          | tráva       | Martina Navrátilová            | Bettina Bungeová Eva Pfaffová                     | 6–3, 6–2            |
| 56.  | 9. prosince 1984   | Australian Open (3)                                | Melbourne, Austrálie         | tráva       | Martina Navrátilová            | Claudia Kohdeová-Kilschová Helena Suková          | 6–3, 6–4            |
| 57.  | 9. března 1985     | U.S. Women's Indoor Championships (3)              | Princeton, USA               | koberec     | Martina Navrátilová            | Marcella Meskerová Elizabeth Sayers Smylie        | 7–5, 6–2            |
| 58.  | 24. března 1985    | Virginia Slims Championships (5)                   | New York, USA                | koberec     | Martina Navrátilová            | Claudia Kohdeová-Kilschová Helena Suková          | 6–7(4), 6–4, 7–6(5) |
| 59.  | 14. dubna 1985     | Family Circle Cup (2)                              | Hilton Head, USA             | antuka      | Martina Navrátilová            | Světlana Parchomenková Larisa Savčenková          | 6–4, 6–1            |
| 60.  | 28. dubna 1985     | Chrysler Tournament of Champions (2)               | Orlando, USA                 | antuka      | Martina Navrátilová            | Elise Burginová Kathleen Horvathová               | 6–3, 6–1            |
| 61.  | 13. května 1985    | Australian Indoor                                  | Sydney, Austrálie            | koberec     | Elizabeth Sayers Smylie        | Barbara Potterová Sharon Walshová                 | 7–5, 7–5            |
| 62.  | 20. května 1985    | Melbourne Indoors                                  | Melbourne, Austrálie         | koberec     | Elizabeth Sayers Smylie        | Kathy Jordanová Anne Hobbsová                     | 6–2, 5–7, 6–1       |
| 63.  | 9. června 1985     | French Open (2)                                    | Paříž, Francie               | antuka      | Martina Navrátilová            | Claudia Kohdeová-Kilschová Helena Suková          | 4–6, 6–2, 6–2       |
| 64.  | 23. června 1985    | Eastbourne (4)                                     | Eastbourne, Anglie           | tráva       | Martina Navrátilová            | Kathy Jordanová Elizabeth Sayers Smylie           | 7–5, 6–4            |
| 65.  | 20. října 1985     | Porsche Tennis Grand Prix (2)                      | Filderstadt, Západní Německo | koberec     | Hana Mandlíková                | Carina Karlssonová Tina Scheuerová Larsenová      | 6–2, 6–1            |
| 66.  | 17. listopadu 1985 | National Panasonic Open (2)                        | Brisbane, Austrálie          | tráva       | Martina Navrátilová            | Claudia Kohdeová-Kilschová Helena Suková          | 6–4, 6–7(6), 6–1    |
| 67.  | 8. prosince 1985   | Australian Open (4)                                | Melbourne, Austrálie         | tráva       | Martina Navrátilová            | Claudia Kohdeová-Kilschová Helena Suková          | 6–3, 6–4            |
| 68.  | 11. ledna 1986     | Virginia Slims of Washington (2)                   | Washington, D.C., USA        | koberec     | Martina Navrátilová            | Claudia Kohdeová-Kilschová Helena Suková          | 6–3, 6–4            |
| 69.  | 20. ledna 1986     | Virginia Slims of New England (1)                  | Worcester, USA               | koberec     | Martina Navrátilová            | Claudia Kohdeová-Kilschová Helena Suková          | 6–3, 6–1            |
| 70.  | 23. února 1986     | Virginia Slims of Florida                          | Key Biscayne, USA            | tvrdý       | Helena Suková                  | Chris Evertová Wendy Turnbullová                  | 6–2, 6–3            |
| 71.  | 30. března 1986    | Bridgestone Doubles Championship (3)               | Nashville, USA               | koberec     | Barbara Potterová              | Kathy Jordanová Elizabeth Sayers Smylie           | 6–4, 6–3            |
| 72.  | 21. června 1986    | Pilkington Glass Championships (5)                 | Eastbourne, Anglie           | tráva       | Martina Navrátilová            | Claudia Kohdeová-Kilschová Helena Suková          | 6–2, 6–4            |
| 73.  | 6. července 1986   | Wimbledon (5)                                      | Londýn, Anglie               | tráva       | Martina Navrátilová            | Hana Mandlíková Wendy Turnbullová                 | 6–1, 6–3            |
| 74.  | 17. srpna 1986     | Virginia Slims of Los Angeles (2)                  | Los Angeles, USA             | tvrdý       | Martina Navrátilová            | Claudia Kohdeová-Kilschová Helena Suková          | 6–4, 6–3            |
| 75.  | 7. září 1986       | US Open (3)                                        | New York, USA                | tvrdý       | Martina Navrátilová            | Hana Mandlíková Wendy Turnbullová                 | 6–4, 3–6, 6–3       |
| 76.  | 19, října 1986     | Porsche Tennis Grand Prix (3)                      | Filderstadt, Západní Německo | koberec     | Martina Navrátilová            | Zina Garrisonová Gabriela Sabatiniová             | 7–6(5), 6–4         |
| 77.  | 10. listopadu 1986 | Virginia Slims of New England (2)                  | Worcester, USA               | koberec     | Martina Navrátilová            | Claudia Kohdeová-Kilschová Helena Suková          | 7–5, 6–3            |
| 78.  | 23. listopadu 1986 | Virginia Slims Championships (6)                   | New York, USA                | koberec     | Martina Navrátilová            | Claudia Kohdeová-Kilschová Helena Suková          | 7–6(1), 6–3         |
| 79.  | 25. ledna 1987     | Australian Open (5)                                | Melbourne, Austrálie         | tráva       | Martina Navrátilová            | Zina Garrisonová Lori McNeilová                   | 6–1, 6–0            |
| 80.  | 8. března 1987     | Lipton International Players Championships         | Key Biscayne, USA            | tvrdý       | Martina Navrátilová            | Claudia Kohdeová-Kilschová Helena Suková          | 6–3, 7–6(6)         |
| 81.  | 29. března 1987    | Virginia Slims of Washington (3)                   | Washington, D.C., USA        | koberec     | Elise Burginová                | Zina Garrisonová Lori McNeilová                   | 6–1, 3–6, 6–4       |
| 82.  | 6. června 1987     | French Open (3)                                    | Paříž, Francie               | antuka      | Martina Navrátilová            | Steffi Grafová Gabriela Sabatini                  | 6–2, 6–1            |
| 83.  | 16. srpna 1987     | Virginia Slims of Los Angeles (3)                  | Los Angeles, USA             | tvrdý       | Martina Navrátilová            | Zina Garrisonová Lori McNeilová                   | 6–3, 6–4            |
| 84.  | 13. září 1987      | US Open (4)                                        | New York, USA                | tvrdý       | Martina Navrátilová            | Kathy Jordanová Elizabeth Sayers Smylie           | 5–7, 6–4, 6–2       |
| 85.  | 18. října 1987     | Porsche Tennis Grand Prix (4)                      | Filderstadt, Západní Německo | koberec     | Martina Navrátilová            | Zina Garrisonová Lori McNeilová                   | 6–1, 6–2            |
| 86.  | 22. listopadu 1987 | Virginia Slims Championships (7)                   | New York, USA                | koberec     | Martina Navrátilová            | Claudia Kohdeová-Kilschová Helena Suková          | 6–1, 6–1            |
| 87.  | 3. ledna 1988      | Ariadne Classic (3)                                | Brisbane, Austrálie          | tráva       | Betsy Nagelsenová McCormacková | Claudia Kohdeová-Kilschová Helena Suková          | 2–6, 7–5, 6–2       |
| 88.  | 24. ledna 1988     | Australian Open (6)                                | Melbourne                    | tvrdý       | Martina Navrátilová            | Chris Evertová Wendy Turnbullová                  | 6–0, 7–5            |
| 89.  | 28. února 1988     | Virginia Slims of Washington (4)                   | Fairfax, USA                 | koberec     | Martina Navrátilová            | Helena Suková Gabriela Sabatini                   | 6–3, 6–4            |
| 90.  | 1. května 1988     | Pan Pacific Open (1)                               | Tokio, Japonsko              | koberec     | Helena Suková                  | Gigi Fernándezová Robin Whiteová                  | 4–6, 6–2, 7–6(5)    |
| 91.  | 5. června 1988     | French Open (4)                                    | Paříž, Francie               | antuka      | Martina Navrátilová            | Claudia Kohdeová-Kilschová Helena Suková          | 6–2, 7–5            |
| 92.  | 2. října 1988      | Letní olympijské hry                               | Soul, Jižní Korea            | tvrdý       | Zina Garrisonová               | Jana Novotná Helena Suková                        | 4–6, 6–2, 10–8      |
| 93.  | 6. listopadu 1988  | Virginia Slims of New England (3)                  | Worcester, USA               | koberec     | Martina Navrátilová            | Helena Suková Gabriela Sabatini                   | 6–3, 3–6, 7–5       |
| 94.  | 20. listopadu 1988 | Virginia Slims Championships (8)                   | New York, USA                | koberec     | Martina Navrátilová            | Larisa Savčenková Nataša Zverevaová               | 6–3, 6–4            |
| 95.  | 15. ledna 1989     | New South Wales Open (4)                           | Sydney, Austrálie            | tvrdý       | Martina Navrátilová            | Elizabeth Sayers Smylie Wendy Turnbullová         | 6–3, 6–3            |
| 96.  | 29. ledna 1989     | Australian Open (7)                                | Melbourne, Austrálie         | tvrdý       | Martina Navrátilová            | Patty Fendicková Jill Hetheringtonová             | 3–6, 6–3, 6–2       |
| 97.  | 19. února 1989     | Virginia Slims of Washington (5)                   | Fairfax, USA                 | koberec     | Betsy Nagelsenová McCormacková | Larisa Savčenková Nataša Zverevová                | 6–2, 6–3            |
| 98.  | 5. března 1989     | U.S. Women's Hardcourt Championships (1)           | San Antonio, USA             | tvrdý       | Katrina Adamsová               | Patty Fendicková Jill Hetheringtonová             | 3–6, 6–1, 6–4       |
| 99.  | 12. března 1989    | Virginia Slims of Indian Wells                     | Indian Wells, U.S.           | tvrdý       | Hana Mandlíková                | Rosalyn Fairbank Nideffer Gretchen Magersová      | 6–3, 6–7(4), 6–3    |
| 100. | 20. srpna 1989     | United Jersey Bank Classic (2)                     | Mahwah, USA                  | tvrdý       | Steffi Grafová                 | Louise Allenová Laura Arrayaová                   | 6–2, 6–4            |
| 101. | 5. listopadu 1989  | Virginia Slims of New England (4)                  | Worcester, USA               | koberec     | Martina Navrátilová            | Elise Burginová Rosalyn Fairbank Nideffer         | 6–4, 4–6, 6–4       |
| 102. | 19. listopadu 1989 | Virginia Slims Championships (9)                   | New York, USA                | koberec     | Martina Navrátilová            | Larisa Savčenková Nataša Zverevová                | 6–3, 6–2            |
| 103. | 8. září 1991       | US Open (5)                                        | New York, USA                | tvrdý       | Nataša Zverevová               | Jana Novotná Larisa Savčenková                    | 6–4, 4–6, 7–6(5)    |
| 104. | 22. září 1991      | Nichirei International Championships               | Tokyo                        | Hard        | Mary Joe Fernandezová          | Carrie Cunninghamová Laura Arrayaová              | 6–3, 6–3            |
| 105. | 27. října 1991     | Midland Bank Championships (3)                     | Brighton, Anglie             | koberec     | Nataša Zverevová               | Zina Garrisonová Lori McNeilová                   | 6–1, 6–2            |
| 106. | 24. listopadu 1991 | Virginia Slims Championships (10)                  | New York, USA                | koberec     | Martina Navrátilová            | Gigi Fernándezová Jana Novotná                    | 4–6, 7–5, 6–4       |
| 107. | 16. února 1992     | Virginia Slims of Chicago (4)                      | Chicago, USA                 | koberec     | Martina Navrátilová            | Katrina Adamsová Zina Garrisonová                 | 6–4, 7–6(7)         |
| 108. | 29. března 1992    | U.S. Women's Hardcourt Championships (2)           | San Antonio, U.S.            | tvrdý       | Martina Navrátilová            | Patty Fendicková Andrea Strnadová                 | 3–6, 6–2, 7–6(4)    |
| 109. | 17. ledna 1993     | Peters New South Wales Open (5)                    | Sydney                       | tvrdý       | Elizabeth Sayers Smylie        | Lori McNeilová Rennae Stubbsová                   | 7–6(4), 6–2         |
| 110. | 6. února 1994      | Toray Pan Pacific Open (2)                         | Tokio, Japonsko              | koberec     | Elizabeth Sayers Smylie        | Martina Navrátilová Manon Bollegrafová            | 6–3, 3–6, 7–6(3)    |
| 111. | 31. července 1994  | Acura U.S. Women's Hardcourt Championships (3)     | Stratton Mountain, USA       | tvrdý       | Elizabeth Sayers Smylie        | Conchita Martínezová Arantxa Sánchezová Vicariová | 7–6(4), 2–6, 7–5    |

## Chronologie výsledků na Grand Slamu

### Ženská dvouhra
| Legenda | Legenda                                   | Legenda | Legenda                     |
| ------- | ----------------------------------------- | ------- | --------------------------- |
| SR      | poměr vyhraných turnajů ku všem odehraným | W–L V–P | výhry–prohry                |
| NH      | daný rok se turnaj nekonal                | A       | turnaje se hráč nezúčastnil |
| 1Q / LQ | prohra v (kole) kvalifikace               | 1k / 1R | prohra v daném kole turnaje |
| QF / ČF | prohra ve čtvrtfinále                     | SF      | prohra v semifinále         |
| F       | prohra ve finále                          | Vítěz   | vítězství v turnaji         |

| Turnaj          | 1978  | 1979  | 1980  | 1981  | 1982  | 1983  | 1984  | 1985  | 1986  | 1987  | 1988  | 1989  | 1990  | 1991  | 1992  | 1993  | 1994  | 1995  | 1996  | 1997  | Celkem SR |
| --------------- | ----- | ----- | ----- | ----- | ----- | ----- | ----- | ----- | ----- | ----- | ----- | ----- | ----- | ----- | ----- | ----- | ----- | ----- | ----- | ----- | --------- |
| Australian Open |       |       | QF    | SF    | SF    | SF    | QF    | 3R    | NH    | QF    | 4R    | 3R    | 3R    | 3R    | 3R    | 1R    | 2R    | 1R    | 1R    |       | 0 / 16    |
| French Open     |       |       |       |       |       | 3R    |       |       |       |       |       |       |       |       |       |       | 1R    |       |       |       | 0 / 2     |
| Wimbledon       | 3R    | 2R    | 4R    | SF    | 4R    | 2R    | QF    | QF    | 1R    | SF    | SF    | 3R    |       | 3R    | 2R    |       | 3R    | 1R    | 2R    |       | 0 / 17    |
| US Open         | F     | 1R    | QF    | 4R    | SF    | SF    | QF    | QF    | QF    | QF    | 2R    | 1R    |       | 3R    | 2R    | 1R    | 2R    | 2R    | 1R    |       | 0 / 18    |
| SR              | 0 / 2 | 0 / 2 | 0 / 3 | 0 / 3 | 0 / 3 | 0 / 4 | 0 / 3 | 0 / 3 | 0 / 2 | 0 / 3 | 0 / 3 | 0 / 3 | 0 / 1 | 0 / 3 | 0 / 3 | 0 / 2 | 0 / 4 | 0 / 3 | 0 / 3 | 0 / 0 | 0 / 53    |

### Ženská čtyřhra
| Turnaj          | 1978  | 1979  | 1980  | 1981  | 1982  | 1983  | 1984  | 1985  | 1986  | 1987  | 1988  | 1989  | 1990  | 1991  | 1992  | 1993  | 1994  | 1995  | 1996  | 1997  | Celkem SR |
| --------------- | ----- | ----- | ----- | ----- | ----- | ----- | ----- | ----- | ----- | ----- | ----- | ----- | ----- | ----- | ----- | ----- | ----- | ----- | ----- | ----- | --------- |
| Australian Open |       |       |       | F     | Vítěz | Vítěz | Vítěz | Vítěz | NH    | Vítěz | Vítěz | Vítěz | 1R    | 2R    | SF    | F     | SF    | 2R    | 1R    | 1R    | 7 / 16    |
| French Open     |       |       |       |       |       |       | Vítěz | Vítěz |       | Vítěz | Vítěz |       |       |       |       | 2R    | 1R    |       |       |       | 4 / 6     |
| Wimbledon       |       |       |       | Vítěz | Vítěz | Vítěz | Vítěz | F     | Vítěz | QF    | 3R    | SF    |       | SF    | SF    | SF    | QF    | QF    | 3R    | 1R    | 5 / 16    |
| US Open         |       |       | F     |       | SF    | Vítěz | Vítěz | F     | Vítěz | Vítěz | SF    | F     |       | Vítěz | SF    | 3R    | 3R    | QF    | 1R    |       | 5 / 15    |
| SR              | 0 / 0 | 0 / 0 | 0 / 1 | 1 / 2 | 2 / 3 | 3 / 3 | 4 / 4 | 2 / 4 | 2 / 2 | 3 / 4 | 2 / 4 | 1 / 3 | 0 / 1 | 1 / 3 | 0 / 3 | 0 / 4 | 0 / 4 | 0 / 3 | 0 / 3 | 0 / 2 | 21 / 53   |